# انستیتوی فیلم بریتانیا
انستیتو فیلم بریتانیا (به انگلیسی: British Film Institute) که ممکن است بنیاد فیلم بریتانیا هم گفته شود، یک سازمان خیریه تأسیس‌شده در سال ۱۹۳۳ است. این بنیاد توسط یک اساسنامه سلطنتی کنترل می‌شود.